# Eli Ben Rimoj
Eliahu „Eli” Ben Rimoj (hebr. אלי בן רימוז', ur. 20 listopada 1944) – izraelski piłkarz grający na pozycji napastnika. W swojej karierze rozegrał 2 mecze w reprezentacji Izraela.

## Kariera klubowa
Swoją karierę piłkarską Ben Rimoj rozpoczął w klubie Hapoel Jerozolima. W 1962 roku awansował do kadry pierwszej drużyny i w sezonie 1962/1963 zadebiutował w niej w pierwszej lidze izraelskiej. Największe sukcesy z Hapoelem osiągnął w sezonie 1972/1973, gdy zajął z nim trzecie miejsce w lidze (najwyższe w historii klubu) oraz zdobył Puchar Izraela. W sezonie 1976/1977 grał w Bene Jehuda Tel Awiw, a w latach 1977–1979 - ponownie w Hapoelu, w którym zakończył swoją karierę.
| Sezon   | Klub                 | Kraj   | Rozgrywki   | Mecze | Bramki |
| ------- | -------------------- | ------ | ----------- | ----- | ------ |
| 1962/63 | Hapoel Jerozolima    | Izrael | Liga Leumit | 1     | 0      |
| 1963/64 | Hapoel Jerozolima    | Izrael | Liga Leumit | 19    | 1      |
| 1964/65 | Hapoel Jerozolima    | Izrael | Liga Leumit | 22    | 8      |
| 1965/66 | Hapoel Jerozolima    | Izrael | Liga Leumit | 27    | 3      |
| 1966/67 | Hapoel Jerozolima    | Izrael | Liga Leumit | ?     | ?      |
| 1967/68 | Hapoel Jerozolima    | Izrael | Liga Leumit | ?     | ?      |
| 1968/69 | Hapoel Jerozolima    | Izrael | Liga Leumit | 22    | 10     |
| 1969/70 | Hapoel Jerozolima    | Izrael | Liga Leumit | 26    | 14     |
| 1970/71 | Hapoel Jerozolima    | Izrael | Liga Leumit | 25    | 20     |
| 1971/72 | Hapoel Jerozolima    | Izrael | Liga Leumit | 24    | 6      |
| 1972/73 | Hapoel Jerozolima    | Izrael | Liga Leumit | 26    | 4      |
| 1973/74 | Hapoel Jerozolima    | Izrael | Liga Leumit | 21    | 4      |
| 1974/75 | Hapoel Jerozolima    | Izrael | Liga Leumit | 27    | 5      |
| 1975/76 | Hapoel Jerozolima    | Izrael | Liga Leumit | 12    | 1      |
| 1976/77 | Bene Jehuda Tel Awiw | Izrael | Liga Leumit | 20    | 5      |
| 1977/78 | Hapoel Jerozolima    | Izrael | Liga Leumit | 20    | 2      |
| 1978/79 | Hapoel Jerozolima    | Izrael | Liga Leumit | 27    | 2      |

## Kariera reprezentacyjna
W reprezentacji Izraela Ben Rimoj zadebiutował 20 stycznia 1970 roku w przegranym 1:2 towarzyskim meczu z Rumunią. W 1970 roku był w kadrze Izraela na Mistrzostwa Świata w Meksyku, na których był rezerwowym i nie rozegrał żadnego meczu. W 1970 roku rozegrał w kadrze narodowej 2 mecze.